# Oyri

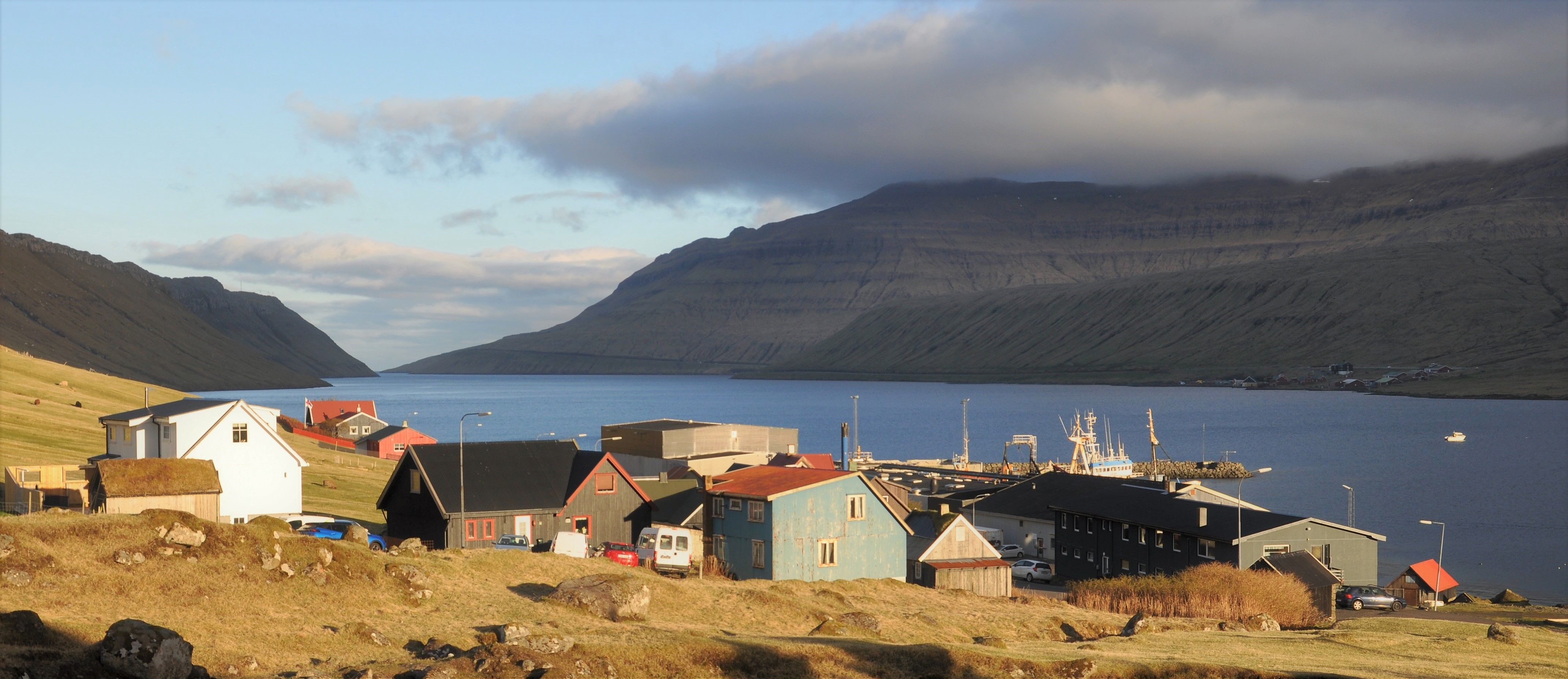
Oyri w 2022

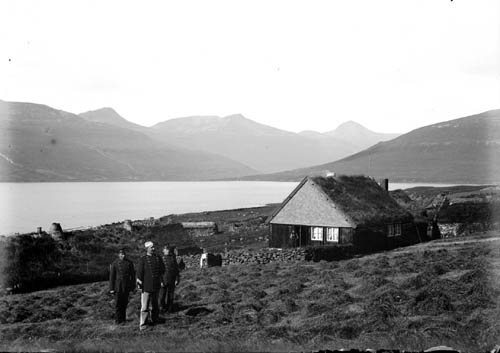
Oyri w 1899

Oyri (duń. Øre) – niewielka miejscowość, znajdująca się na Wyspach Owczych, terytorium zależnym Danii o szerokiej autonomii. Znajduje się na wyspie Eysturoy, w gminie Sunda kommuna, zrzeszającej jeszcze jedenaście innych osiedli. Według danych z 1 stycznia 2015 zamieszkiwało ją 139 osób.

## Nazwa
Nazwa Oyri z farerskiego zwykle tłumaczona jest jako mierzeja.

## Znane osoby
19 września 1944 urodził się tam premier Wysp Owczych w latach 1994-1998, Edmund Joensen, członek Partii Unii. Obecnie jest on parlamentarzystą w farerskim Løgtingu, a także jednym z dwóch przedstawicieli archipelagu w duńskim Folketingu.

## Położenie
Oyri znajduje się w zachodniej części Eysturoy. Od zachodniej i południowej strony przylegają do tego miasteczka wody cieśniny Sundini, dzielącej wyspy Eysturoy i Streymoy, która ciągnie się od przedłużenia fiordu Kollafjørður na południu, do linii Eiði-Tjørnuvík na północy. Od strony wschodniej znajduje się pasmo górskie, ciągnące się od miejscowości Strendur na południu do Gjógv na północy. Najbliższymi szczytami od Oyri są Knúkur (701 m n.p.m.) oraz Sandfelli (572 m n.p.m.). Miejscowość częściowo znajduje się na ich graniach.
Oyri jest umiejscowiona w pasie miejscowości, biegnącym zachodnim brzegiem Eystouroy, który zamyka od północnej strony, granicząc z miasteczkiem Oyrarbakki, gdzie przerzucony został most na drugą stronę, łączący tę miejscowość z Nesvík na Streymoy.

## Rys historyczny
Podanie precyzyjnej daty założenia Oyri jest bardzo trudne, podobnie jak to jest z innymi osiedlami na Wyspach Owczych, założonymi przed epoką nowożytności, albowiem nie prowadzono wcześniej żadnej dokładnej statystyki farerskich miejscowości. Historycy, na podstawie zebranych materiałów źródłowych, umiejscawiają jej powstanie około drugiej połowy XIV wieku.
Lata rozwoju osady do formy, jaką mamy dzisiaj są nie do odtworzenia, albowiem osada jest wspomniana jedynie w kilku dokumentach, nie tyczących się precyzyjnie jej samej. Dopiero wydarzenia XX-wieczne, pozostające nadal w pamięci lokalnej ludności są znane współczesnym. W roku 1964 otwarto w miasteczku, funkcjonującą do dziś niewielką pocztę, kilka lat później, w roku 1970, otwarto małą przetwórnię, zajmującą się krewetkami i małżami.